# Philydraceae
Philydraceae – rodzina roślin z rzędu komelinowców. Należą tu 3 rodzaje z 6 gatunkami. Zasięg tych roślin obejmuje Azję południowo-wschodnią i Australię. Rośliny zielne z lancetowatymi liśćmi i owłosionymi, grzbiecistymi kwiatami. Okwiat zróżnicowany na dwa okółki, z których zewnętrzny jest okazały, znacznie większy od wewnętrznego. Pręcik pojedynczy.

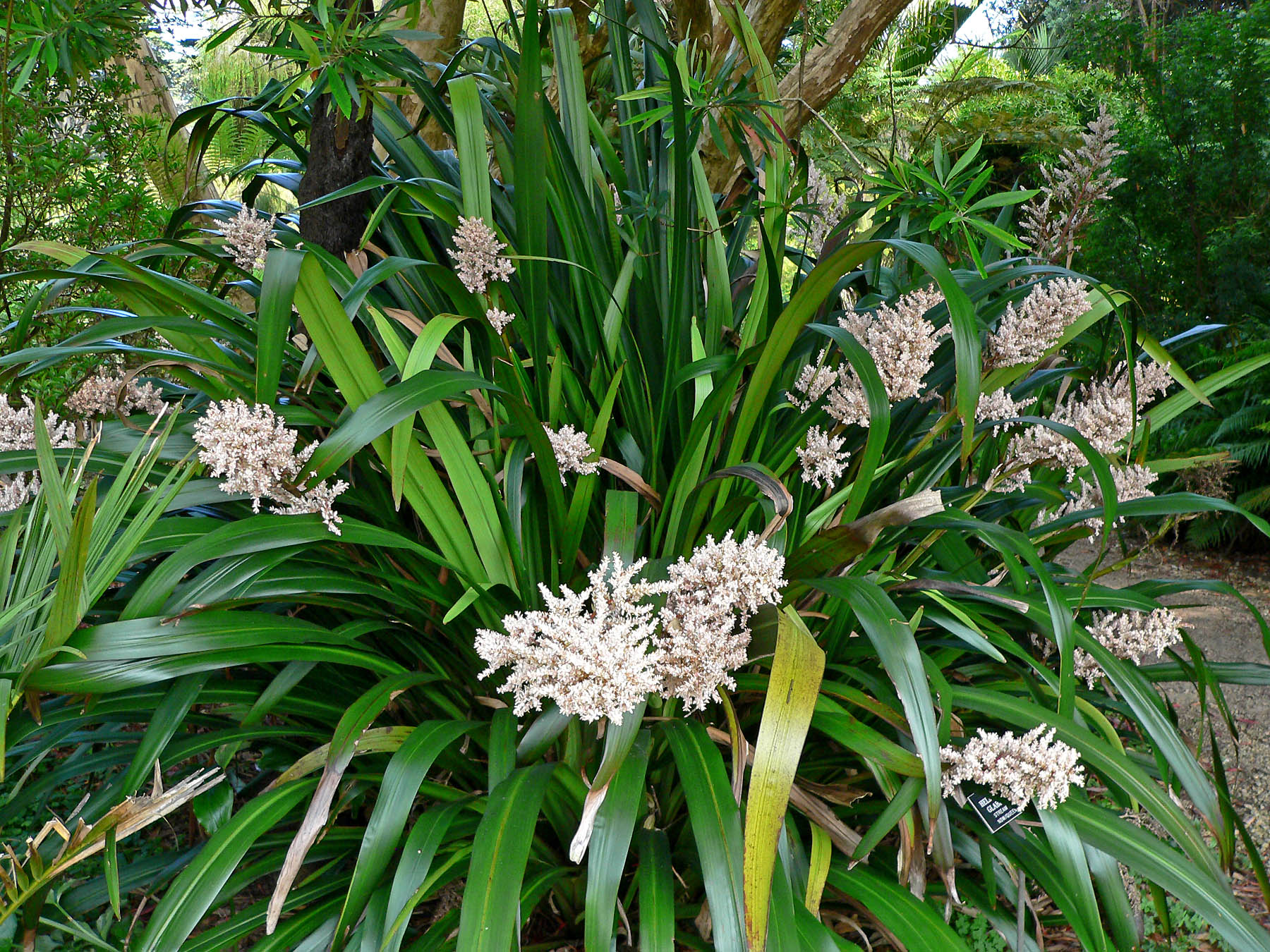
Helmholtzia glaberrima

## Morfologia
PokrójByliny z kłączem lub bulwami podziemnymi.
LiścieKępiasto skupione wyrastają z bulwy lub kłącza, czasem nieliczne także wzdłuż łodygi kwiatonośnej. Blaszkę mają płaską, równowąską, mieczowatą, rzadko cylindryczną.
KwiatySkupione w kłosokształtnych kwiatostanach, czasem rozgałęzionych, wyrastają w kątach pochwiastych przysadek. Kwiaty są obupłciowe, z okwiatem tworzonym przez 4 listki w dwóch okółkach, przy czym zewnętrzne są większe, a górny z nich zwykle jest na końcu widlasty lub z trzema ostrymi końcami. Pojedynczy pręcik ma szeroką nitkę, pylniki otwierają się podłużnymi pęknięciami. Zalążnia jest górna i tworzona z trzech owocolistków, przy czym komora środkowa zwykle jest mniejsza od bocznych.
OwocePękające na trzy części torebki i jagody.

## Systematyka
Pozycja systematyczna według Angiosperm Phylogeny Website (aktualizowany system APG IV z 2016)
Klad okrytonasienne, klad jednoliścienne (monocots), rząd komelinowce (Commelinales), rodzina Philydraceae. Rodzina Philydraceae jest siostrzana dla kladu obejmującego rozpławowate Pontederiaceae i Haemodoraceae.
|  | Commelinaceae – komelinowate |
|  |                              |
|  | Hanguanaceae                 |
|  |                              |

|  | Philydraceae                                                                                   |
|  |                                                                                                |
|  | \| \| Haemodoraceae – hemodorowate \| \| \| \| \| \| Pontederiaceae – rozpławowate \| \| \| \| |
|  |                                                                                                |
|  | Haemodoraceae – hemodorowate                                                                   |
|  |                                                                                                |
|  | Pontederiaceae – rozpławowate                                                                  |
|  |                                                                                                |

|  | Haemodoraceae – hemodorowate  |
|  |                               |
|  | Pontederiaceae – rozpławowate |
|  |                               |

|  | Commelinaceae – komelinowate |
|  |                              |
|  | Hanguanaceae                 |
|  |                              |

|  | Philydraceae                                                                                   |
|  |                                                                                                |
|  | \| \| Haemodoraceae – hemodorowate \| \| \| \| \| \| Pontederiaceae – rozpławowate \| \| \| \| |
|  |                                                                                                |
|  | Haemodoraceae – hemodorowate                                                                   |
|  |                                                                                                |
|  | Pontederiaceae – rozpławowate                                                                  |
|  |                                                                                                |

|  | Haemodoraceae – hemodorowate  |
|  |                               |
|  | Pontederiaceae – rozpławowate |
|  |                               |

Wykaz rodzajów
- Helmholtzia F.Muell.
- Philydrella Caruel
- Philydrum Banks ex Gaertn.